# Maolrubha
Maolrubha (Maol Rubha, altirisch Máel Ruba; auch Sagart Ruadh; * 3. Januar 642; † 21. April 760 in der Nähe von Cnocan an t-Sagairt) war ein irischer Missionar, der im späten 7. und frühen 8. Jahrhundert die Pikten bekehrte. Er war mütterlicherseits piktischer Abstammung. Sein Vater Elganach aus dem Clan Cinel Eoghain stammte von Hochkönig Niall Noígiallach (ca. 395 n. Chr.) ab, seine Mutter Subtan, Nichte von St. Comgall von Benchar, führte ihre Abstammung auf Lughaid zurück. Er war damit sowohl mit Aidan, dem König der dalriadischen Schotten, als auch mit St. Columban verwandt.
Neben St. Columban war er einer der wichtigsten frühen schottischen Heiligen.

## Leben

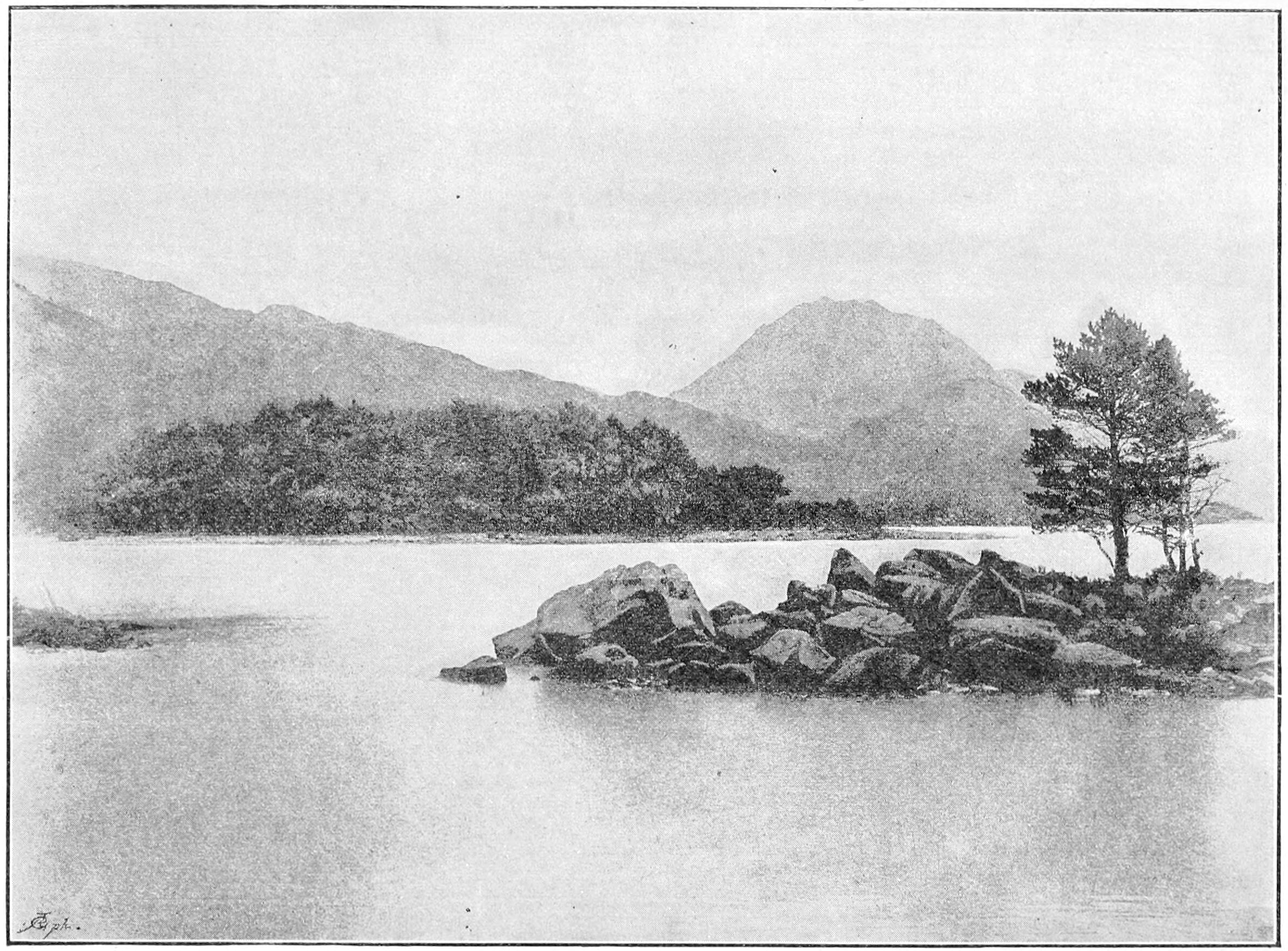
Eilean Ma-rui

Maolrubha wurde auf dem Land der Cinel Eoghain nördlich des Lough Neagh im späteren County Derry am 3. Januar 642 geboren und in Bangor in dem von seinem Onkel gegründeten Kloster ausgebildet. Im Alter von 29 Jahren (671) begab er sich als Missionar nach Argyll, zusammen mit einer Gruppe von Laienbrüdern (muinntir). Er landete entweder in Kintyre oder Islay und soll bis nach Strath-Bran und Dunkeld gezogen sein. Er gründete unterwegs zwischen 671 und 673 einige Kirchen, darunter Kilmarow in Killean und Kilchenzie, Kilarrow auf Islay, Kilmalrew auf der Halbinsel Craignish, eine Kirche in Stra'lachlan, Loch Fyne, Cill Mha'ru auf dem Eilean-an-t-sagairt im Lochan Dubha, Muckairn und Cill Ma'ru' in Arisaig. Er ließ sich schließlich in Abercrossan im Tal des Abhainn Cross nieder. Von hier aus besuchte er Skye und Lewis. Im Osten besuchte er Morray und gründete auch hier Kirchen, die nördlichste in Keith. Auf einer Reise nach Norden gründet er unter anderem eine Kirche auf Eilean Ma-rui im Loch Maree, die Kapelle auf Innis Ma-rui im Loch Shin (Lairg), die Kirche von Durness in Sutherland und eine Kapelle in Farr. Schließlich ließ er sich in Strath Naver (Nawarn) ca. 15 km von Farr gelegen, nieder. Die Einsiedelei Cnocan an t-Sagairt oder Cnocan an t-Sagairt-ruaidh (Skaill) ist ein einfaches Bienenkorbhaus, das innerhalb einer älteren piktischen Ruine errichtet wurde. Hier wurde er 760 oder 762 angeblich von Wikingern erschlagen und am Ufer des Naver oder in Applecross begraben. Nach Tighernac starb er 722.

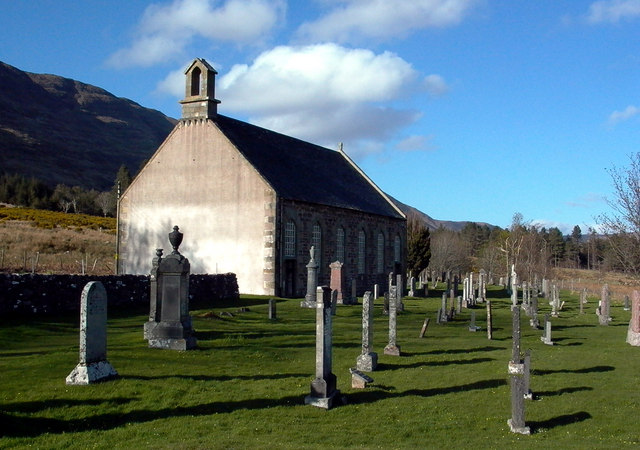
Standort von Maolrubhas Kloster in Applecross

Sein Nachfolger war Failbe, Sohn des Guaire. Er ertrank 737 mit 27 anderen in der offenen See. Abercrossan wurde durch Wikinger ausgeraubt, deren Boot danach in ruhiger See unterging. Scott nimmt an, dass deshalb so wenig Informationen über das Leben des Heiligen vorhanden sind.
Maolrubha wurde erst 1898 durch Papst Leo XIII. offiziell heiliggesprochen, zusammen mit anderen traditionell verehrten Heiligen der keltischen Kirche. Sein Feiertag ist der 21. April.

## Kirchengründungen
Angaben, wenn nicht anders gekennzeichnet, nach Scott 1909.
- Abercrossan, gegründet 673[7]
- Arisaig (Cill Ma'ru')
- Halbinsel Craignish (Kilmalrew)
- Durness, Sutherland
- Eilean-an-t-sagairt, Lochan Dubha (Cill Mha'ru)
- Eilean Ma-rui, Loch Maree
- Farr
- Innis Ma-rui, Loch Shin, Lairg
- Islay (Kilarrow)
- Keith
- Killean (Kilmarow)
- Kilchenzie
- Melfort, Argyll.[8]
- Muckairn
- Sanda, St. Maolrubha's.[9]
- Strathnaver (Teampull at Skail).[10]
- Stra'lachlan, Loch Fyne

## Wunder
Der Heilige war unter anderem dafür bekannt, Epileptiker zu heilen. Dazu tranken die Kranken aus der Heiligen Quelle auf Eilean Ma-rui und wurden danach durch das Wasser des Sees gezogen.

## Name
Maol Rubha wird auch Maolrubha, Máelrubha, Máel Ruba, Maelruadh geschrieben (maol, „kahl“, i.S. von Tonsur, Diener, Anhänger). Der Beiname Sagart Ruadh bedeutet „Roter Priester“. Andere Benennungen sind Ma-rui, Morua (ma, mo: „mein“, häufiger Benennungsbestandteil bei irischen Mönchen und Priestern). Latinisiert wird der Name als Rufus. Dadurch kam es zu einer Verwechslung mit St. Rufus von Capua und dem Roten Gilla-Patrick von Ross-Shire.
Mehrere Familien in Rosshire (Ross und MacKenzies) und in Sutherland sehen Maolrubha als ihren Stammvater an.